# Okres Broye
Okres Broye (francouzsky District de la Broye) je jedním z 7 okresů v kantonu Fribourg ve Švýcarsku. Administrativním centrem okresu je Estavayer.

## Geografie
Okres Broye je velmi roztříštěný region, který leží v oblasti Broye a je z velké části obklopen územím kantonu Vaud. Skládá se z výběžku, připojeného k okresu Sarine, a ze tří exkláv v kantonu Vaud: Estavayer-le-Lac, Surpierre a Vuissens. K tomu přibývá ještě čtvrtá, velmi malá exkláva Tours, která patří k obci Montagny.

## Seznam obcí
| Znak             | Název obce       | Počet obyvatel (31. 12. 2023) | Rozloha (km²) | Hustota zalidnění (obyv./km²) |
| ---------------- | ---------------- | ----------------------------- | ------------- | ----------------------------- |
| Belmont-Broye    | Belmont-Broye    | 6011                          | 25,80         | 233                           |
| Châtillon        | Châtillon        | 527                           | 1,28          | 412                           |
| Cheyres-Chables  | Cheyres-Chables  | 2468                          | 9,79          | 252                           |
| Cugy             | Cugy             | 1989                          | 9,88          | 201                           |
| Delley-Portalban | Delley-Portalban | 1339                          | 7,23          | 185                           |
| Estavayer        | Estavayer        | 10 296                        | 40,38         | 255                           |
| Fétigny          | Fétigny          | 1189                          | 4,10          | 290                           |
| Gletterens       | Gletterens       | 1135                          | 2,97          | 382                           |
| Les Montets      | Les Montets      | 1614                          | 10,29         | 157                           |
| Lully            | Lully            | 1214                          | 5,52          | 220                           |
| Ménières         | Ménières         | 442                           | 4,38          | 101                           |
| Montagny         | Montagny         | 3017                          | 17,53         | 172                           |
| Nuvilly          | Nuvilly          | 493                           | 3,98          | 124                           |
| Prévondavaux     | Prévondavaux     | 97                            | 1,82          | 53                            |
| Saint-Aubin      | Saint-Aubin      | 1970                          | 7,89          | 250                           |
| Sévaz            | Sévaz            | 314                           | 2,50          | 126                           |
| Surpierre        | Surpierre        | 1230                          | 14,79         | 83                            |
| Vallon           | Vallon           | 520                           | 3,51          | 148                           |
| Celkem (18)      | Celkem (18)      | 35 865                        | 173,64        | 207                           |